# خوسيه ماريا لويزاغا فيجوري
خوسيه ماريا لويزاغا فيجوري (بالإنجليزية: José María Loizaga Viguri)‏، هو رجل أعمال إسباني كان المدير التنفيذي ونائب رئيس مجموعة أ سي إس ونائب رئيس شركة زردويا أوتيس كذلك هو يعمل في منصب نائب الرئيس في العديد من الشركات الأخرى.

## سيرته الذاتية
بعد تخرجه من كلية الاقتصاد بدأ لويزاغا نشاطه المهني في بانكو بيلباو فيزكايا أرجنتاريا، حيث شغل العديد من المناصب التنفيذية، وفي عام 1968 أصبح الرئيس التنفيذي لشركة زاردويا التي اندمجت في عام 1972 مع شركة أوتيس، تولى بعد ذلك قيادة مقر شركة أوتيس في أوروبا الجنوبية حتى عام 1980، وعُيّن لاحقًا نائبًا لرئيسها.
بحلول الثمانينات أسس لويزاغا شركة بانكو هيسبانو الصناعية، وفي عام 1982 أصبح مديراً تنفيذياً ونائب رئيس شركة بانكو يونيون، وبعد فترة وجيزة اندمجت شركة بانكو يونيون مع شركة بانكو أوركويجو، وظل لويزاغا في هذا المنصب حتى عام 1985. وفي عام 1985 أسس مجموعة ميرسابيتل للخدمات المالية وترأسها حتى عام 2008. من عام 1989 حتى وفاته، كان عضوًا في مجلس إدارة مجموعة أ سي إس.

## حياته الشخصية ووفاته
تزوج لويزاغا من ماريا باز جيمينيز مارتينيز، وأنجبا ثلاثة أطفال هما خافيير وباز وريبيكا لويزاغا خيمينيز.
توفى لويزاغا في 22 مارس 2020 في ثيوداد ريال أثناء جائحة فيروس كورونا في إسبانيا بسبب مرض فيروس كورونا 2019.